# پیمان وردون

نقشه بخش‌بندی قلمرو کارولنژی‌ها پس از پیمان وردون؛ آبی: فرانک باختری، سبز: فرانک میانی و زرد و نارنجی: فرانک خاوری.

پیمان وردون پیمانی بود که در اوت ۸۴۳ میلادی میان وارثان شارلمانی منعقد شد. به موجب این پیمان سرزمین کارولنژی‌ها میان سه پسر لوئی پارسا تقسیم می‌شد. این پیمان -که به سه سال جنگ داخلی کارولنژی‌ها پایان‌داد- در وردون به‌تصویب رسید و از این رو به پیمان وردون نامور گشت.

## پیشینه
به دنبال مرگ شارلمانی، پسرش لوئی به عنوان حاکم امپراتوری کارولنژی انتخاب شد. وی در زمان سلطنت خود امپراتوری را تقسیم کرد تا هر یک از فرزندانش بتوانند بر پادشاهی خود و تحت حکومت بزرگتر پدرشان حکومت کنند.
سهم هر یک از سه پسر لوئی به قرار زیر تعیین گشت:
- لوتار یکم: سرزمین‌های پست ساحلی اروپا، لوران، آکیتان، بورگونی، پروانس و بخش‌هایی از ایتالیا که این سرزمین‌ها فرانک میانی خوانده شد.
- لوئی ژرمن: سرزمین‌های شرق رود راین که فرانک خاوری خوانده شد.
- شارل تاس: سرزمین‌های غربی کارولنژی یا فرانک باختری که در آینده پایه برپایی کشور فرانسه گردید.

لوتار یکم لقب امپراتور را به خود اختصاص داد اما به دلیل چند تقسیم مجدد توسط پدر و شورش‌های ناشی از آن قدرت او بسیار پایین‌تر آمد. هنگامی که لوئی پرهیزگار در سال ۸۴۰ درگذشت، پسر بزرگ وی، لوتار یکم، در تلاش برای باز پس گرفتن قدرتی که در آغاز سلطنت خود به عنوان امپراتور داشت ادعا کرد که بر کل پادشاهی پدرش تسلط دارد. او همچنین از ادعای خواهرزاده خود، پپن دوم آکیتن در مورد دوک‌نشین آکیتن، یک استان بزرگ در غرب امپراتوری فرانک حمایت کرد.
پس از مرگ لوتار در سال ۸۵۵، بورگوندی فوقانی و بورگوندی تحتانی (آرل و پروانس) به فرزند سوم او، چارلز از پرووانس منتقل شدند و سرزمین باقیمانده در شمال آلپ به پسر دومش، لوتار دوم رسید. پس از آنها قلمروی تاکنون بی‌نام بود از این تاریخ لوتارنژی خوانده شد. سپس در دوران مدرن تبدیل به دوک‌نشین لورن شد. پسر ارشد لوتار، لوئیز دوم ایتالیا، ایتالیا را به ارث برده و بنا برخاست پدرش بر تخت پادشاهی نشست.